# 舍讷塞-比永
舍讷塞-比永（法語：Chenecey-Buillon，法語發音：[ʃənsɛ bɥijɔ̃]）是法国杜省的一个市镇，位于该省西部，属于贝桑松区。该市镇于1822年由原市镇舍讷塞（Chenecey）和比永（Buillon）合并而成。

## 地理
舍讷塞-比永（47°8'24"N, 5°57'33"E）面积16.58 平方千米，位于法国勃艮第-弗朗什-孔泰大區杜省，该省份为法国东部内陆省份，北起上索恩省，西接汝拉省，东部及东南部与瑞士接壤，东北部与贝尔福地区省接壤。
与舍讷塞-比永接壤的市镇（或旧市镇、城区）包括：比西、皮热、吕雷、沃尔日莱潘、沙尔奈。
舍讷塞-比永的时区为UTC+01:00、UTC+02:00（夏令时）。

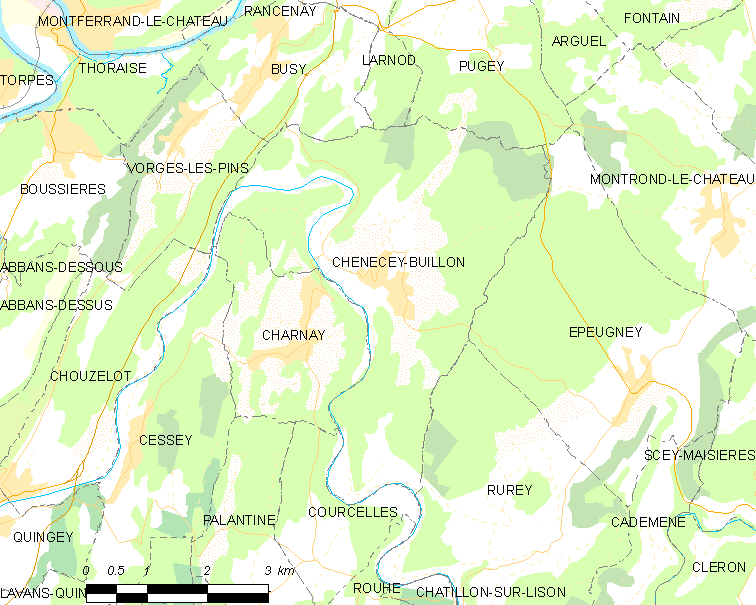
舍讷塞-比永的OSM定位图

## 行政
舍讷塞-比永的邮政编码为25440，INSEE市镇编码为25149。

## 全景

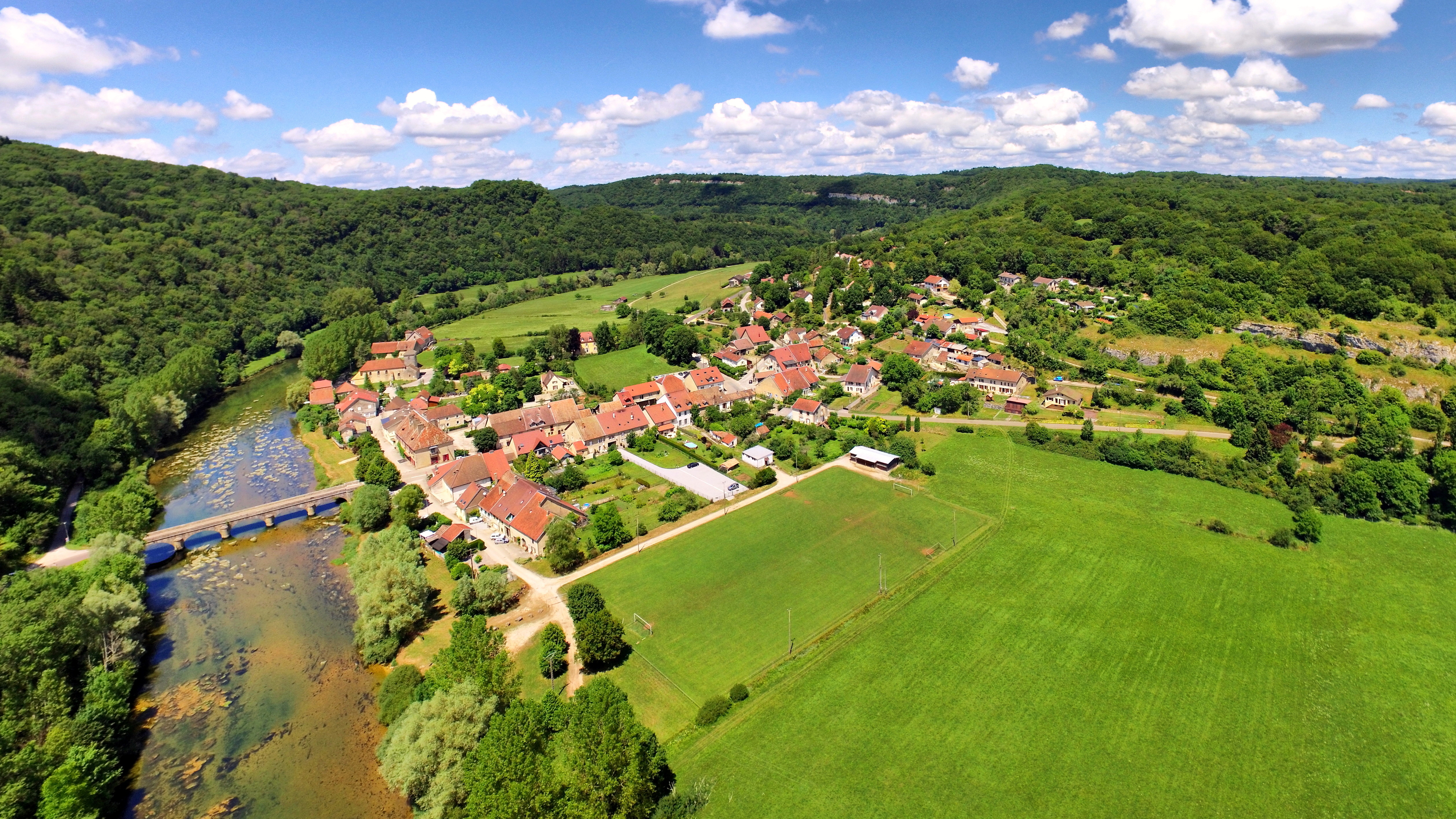
卢河畔的舍讷塞-比永

## 政治
舍讷塞-比永所属的省级选区为圣维特县。

## 交通
杜省省道D110线和D440线在境内交汇。

## 人口

1962-2008年间舍讷塞-比永人口变化图示

舍讷塞-比永于2022年1月1日时的人口数量为496人。